# Lizbeth Salazar
Lizbeth Yareli Salazar Vázquez (Culiacán, 8 december 1996) is een Mexicaanse wielrenster. Zij is actief op de baan en op de weg.
Op de baan is Salazar meervoudig Mexicaans kampioene in onder meer de koppelkoers, puntenkoers en omnium. Op deze onderdelen behaalde ze diverse medailles op de Pan-Amerikaanse Spelen, de Centraal-Amerikaanse en Caraïbische Spelen en het Pan-Amerikaanse kampioenschap.
In 2021 werd ze Mexicaans kampioene op de weg. In dat jaar kwam ze uit voor Mexico op de Olympische Zomerspelen 2020 in Tokio, maar ze behaalde tijdens de wegwedstrijd de finish niet. Ze reed o.a. voor de ploegen Ceratizit-WNT, Astana Women's Team en diens opvolger A.R. Monex.

## Palmares

### Op de weg
2018
 Centraal-Amerikaanse en Caraïbische Spelen, wegrit
2019
 Pan-Amerikaanse Spelen, wegrit
2020
3e etappe Setmana Ciclista Valenciana
2021
 Mexicaans kampioene, wegrit
 Pan-Amerikaanse kampioenschap, wegrit

#### Resultaten in voornaamste wedstrijden
| Jaar | Gent-Wevelgem | Ronde van Vlaanderen | Amstel Gold Race | Luik-Bast.‑Luik | Trofeo Alfredo Binda | Brabantse Pijl |  | WK op de weg |
| ---- | ------------- | -------------------- | ---------------- | --------------- | -------------------- | -------------- |  | ------------ |
| 2019 | 98e           | 77e                  |                  |                 | opgave               | 25e            |  |              |
| 2021 | 55e           | 88e                  | 58e              | 56e             | opgave               | 34e            |  | 99e          |
| 2022 |               |                      | opgave           |                 |                      | opgave         |  |              |

### Op de baan
2014
 Centraal-Amerikaanse en Caraïbische Spelen, puntenkoers
2016
 Pan-Amerikaanse kampioene, scratch
2018
 Centraal-Amerikaanse en Caraïbische Spelen, omnium
 Pan-Amerikaanse kampioene, koppelkoers
Alessio · Alonso · Archibald · Asencio · Brauße · Brennauer(tot 21/8) · Confalonieri · Ebere · Fidanza · Lach · Nilsson · Salazar · Schweinberger · Seidel · Teutenberg · Vieceli